# Elaphoglossum micans
Elaphoglossum micans là một loài thực vật có mạch trong họ Lomariopsidaceae. Loài này được (Mett. ex Kuhn) Pic. Serm. mô tả khoa học đầu tiên năm 1968.